# Ces amours-là
Ces amours-là és una pel·lícula francesa dirigida per Claude Lelouch, estrenada el 2010.

## Argument
Ilva, que durant tota la seva vida ha col·locat l'amor per sobre de tot, remunta el fil del temps recorrent l'itinerari dels seus homes i del món. El seu cor li reinterpreta la simfonia de la infantesa, de la gran guerra, dels trens fantasmes, de l'alliberament, del seu procés i de soldats que ha conegut tan bé... Ilva és una dona que encarna tots els valors i les contradiccions d'una heroïna moderna.

## Repartiment
- Audrey Dana: Ilva Lemoine
- Dominique Pinon: Maurice Lemoine,
- Raphaël: El primer i darrer amor
- Samuel Labarthe: Horst
- Laurent Couson: Simon
- Jacky Ido: Bob
- Gilles Lemaire: Jim Singer
- Judith Magre: La mare del pianista
- Liane Foly: La cantant al carrer
- Massimo Ranieri: el cantant al camp
- Zinedine Soualem: L'acordeonista
- Charles Denner: El pare de Simon
- Anouk Aimée: Madame Blum
- Salomé Lelouch: Salomé Blum
- Sabaya Lelouch: Sabaya Blum
- Boaz Lelouch: Coco 7 anys
- Sachka Lelouch: Coco 19 anys
- Valérie Perrin: La mare de Coco
- Gisèle Casadesus: Ilva el 2010
- Christine Citti: L'enverinadora
- Boris Ventura-Diaz: el barman del Black & White
- Lise Lamétrie: Madame Dubois, la portera
- Karine Dubernet: La directora del cinema
- Rémy Kouakou-Kouamé: Balladora Black & White
- Karine Orts: Balladora Black & White
- Sylvain Dieuaide: el 1r FFI
- Zoltan Butuc: Deportat boig
- Marie Beldiman: La dona de l'advocat
- Mircea Dragoman: General Wehrmacht
- Anne-Judith Dana: Ilva (14 anys)
- Rémi Bergman: el barman del camp
- Edgar Nistor: Estafette
- Nicole Gheorghiu: El top-model de Jim
- Sînziana Nedin: Amiga 1
- Ingrid Bisu: Amiga 2
- Ramona Tibrin: La starlette

## Premis
- 2010: Selecció al Festival internacional de cinema de Moscou